# متحف شمال سومطرة
متحف شمال سومطرة (بالإندونيسية: Museum Sumatra Utara) أو المعروف محليًا باسم متحف جيدونج أركا هو متحف مملوك للدولة يقع على طول طريق إتش جوني ميدان في إندونيسيا. هذا المتحف هو أكبر متحف في سومطرة الشمالية ويتضمن مجموعة متنوعة من التراث الثقافي لإندونيسيا، بالإضافة إلى الفنون والحرف اليدوية من مختلف المجموعات العرقية في شمال سومطرة.

## نظرة عامة
تم بناء هذا المتحف في عام 1954. وافتتح المتحف في 19 أبريل 1982 من قبل وزير التعليم والثقافة داود جوزيف. يعد المتحف أحد أهم المتاحف في إندونيسيا.
يقع المتحف على مساحة 10.468 متر مربع ويتكون من مبنى رئيسي من طابقين يعمل كمساحة عرض دائمة ومكان للمعارض المؤقتة وغرفة محاضرة سمعية بصرية والإدارة وأجزاء أخرى داعمة من الترتيبات الشاملة.

## المجموعات
في عام 2005 كان لدى المتحف 6799 مجموعة تتكون من النسخ الحيوانية النموذجية لسومطرة ، والنُسخ الأحفورية للبشر الأوائل، والديوراما من حياة ما قبل التاريخ، بالإضافة إلى مجموعة متنوعة من أدوات ما قبل التاريخ. تم جمع قطع أثرية أخرى مثل تماثيل الآثار الهندوسية البوذية، وتراث شواهد القبور، ونسخ من القرآن الكريم،و نسخة طبق الأصل من المسجد العزيزي، وكذلك الأدوات التاريخية حول الحقبة الاستعمارية الهولندية. بالإضافة إلى ذلك هناك أيضًا نموذج للأشكال الاستعمارية والنسخ المتماثلة لحياة مدينة ميدان حول الحقبة الماضية. وتشمل المقتنيات الأسلحة التقليدية والحديثة، والطب والطب التقليدي، ومعدات الاتصالات المستخدمة ضد الغزاة. كما ظهرت لوحات من البطولة وملصق الدعاية في زمن الحرب. كما تم عرض صور ولوحات لأبطال وحكام شمال سومطرة.